# گاوچرانک

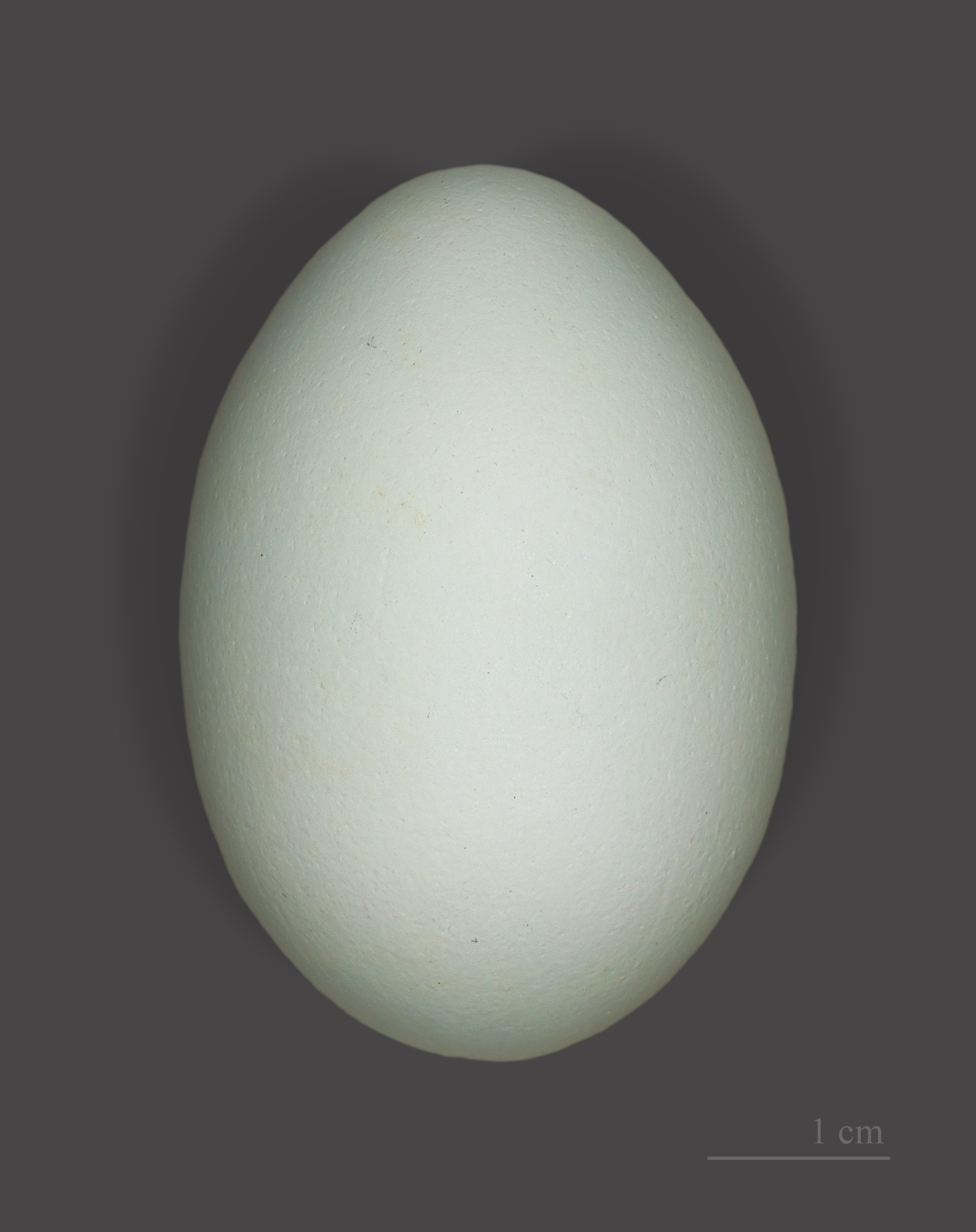
Bubulcus ibis

گاوچِرانَک (به انگلیسی: Cattle Egret)، نوعی حواصیل ساکن آسیا، آفریقا و اروپا است که توانسته به راحتی در دیگر سامان‌های جهان نیز ساکن شود.
گاوچرانک از راستهٔ پلیکان‌سانان (Pelecaniformes) و خانواده حواصیلان (Ardeidae) است. از سال ۲۰۰۸ حواصیلان از راسته لکلکیان جدا شده و جز پلیکانان یا سقا مرغان محسوب می‌شوند.

## نام‌گذاری
زیاد دیده شده که گاوچرانک روی گاو یا در کنار آن، روی زمین بایستد و حشره‌های مزاحم گاو را شکار کند. گاهی هم بر گاو سوار می‌شود و از انگل‌های پوستی‌اش تغذیه می‌کند. نام فارسی و انگلیسی این پرنده، از همین رفتارش گرفته شده‌است.

## زیست

#### پراکنش و زیستگاه
گاوچرانک در سراسر آسیا و استرالیا به‌طور وسیعی پراکنده‌است. در قرن بیستم، کلنی بزرگی در آمریکای شمالی و جنوبی داشت. در اروپا، در دو کشور لیبریا و فرانسه محدود شده‌است. در ایران، در نیمهٔ غربی و سواحل شمال و جنوب، جمعیت مناسبی دارد.
گاوچرانک در نواحی تالابی و علف‌زارها و فضاهای باز و خشک زندگی می‌کند و در مقایسه با حواصیل‌های دیگر، به آب وابستگی کم‌تری دارد.
گلهٔ گاوچرانک‌ها آشیانه‌های خود را در کنار هم، روی درختان یا جای خشکی روی بوته‌های کنار رودخانه‌ها، دریاچه‌ها و تالاب‌ها می‌سازند.
این حیوان را می‌توان در آفریقا و در کنار فیل‌ها اسب‌های آبی و دیگر حیوات گیاه‌خوار بزرگ پیدا کرد.

#### ریخت‌شناسی
طول بدن گاوچرانک در حدود ۴۵ تا ۵۲ سانتی‌متر و طول دو بالش در حدود ۸۲ تا ۹۵ سانتی‌متر است.
گاوچرانک نر و ماده کم و بیش هم شکل هستند و گردن کوتاه و کلفت، منقار کوتاه و زردرنگ، گلوی برجسته و پاهای سیاه دارند که در زمستان‌ها سفید می‌شود. منقار گاوچرانک‌ها تقریباً قهوه‌ای است و پرهای دراز نخودی‌رنگی روی سر و سینهٔ آن‌ها را پوشانده‌است. در فصل زادآوری تاج، پشت و سینه به رنگ نارنجی مایل به نخودی در می‌آید و منقار نارنجی رنگ می‌شود.

#### تغذیه
غذای گاوچرانک‌ها، ماهی، دوزیستان و خزندگان، حشره‌ها به‌ویژه ملخ، سنجاقک و سوسک‌های آب‌زی است.

### زادآوری
گاوچرانک ماده اواسط بهار تا اواسط تابستان، ۴ تا ۵ تخم مایل به آبی می‌گذارد. جفت‌ها به کمک هم، بین ۲۱ تا ۲۵ روز روی تخم‌ها می‌خوابند.

#### جوجه‌ها
جوجه‌های گاوچرانک‌ها پس از بیرون آمدن از تخم، لخت هستند و کرک یا پر ندارند که از آن‌ها در برابر وضعیت محیطی محافظت کند. به همین سبب، تا مدتی نمی‌توانند از لانه بیرون بیایند.

## گاوچرانک در طبیعت
گاوچرانک‌ها با تغذیه از دوزیستان، خزندگان، حشره‌ها (به‌ویژه ملخها)، سنجاقکها و سوسک‌های آب‌زی، در کنترل جمعیت این حیوانات در طبیعت نقش مهمی بازی می‌کنند. آن‌ها با خوردن حشره‌های مزاحم و انگل‌های روی پوست گیاه‌خواران بزرگ جثهٔ اهلی یا وحشی، به آسایش و سلامت آن‌ها کمک می‌کنند. گاوچرانک‌ها غذای پرندگان شکاری مانند عقابها هستند. جانوران گوشت‌خواری مانند روباه و شغال هم تخمهای گاوچرانک را می‌خورند.

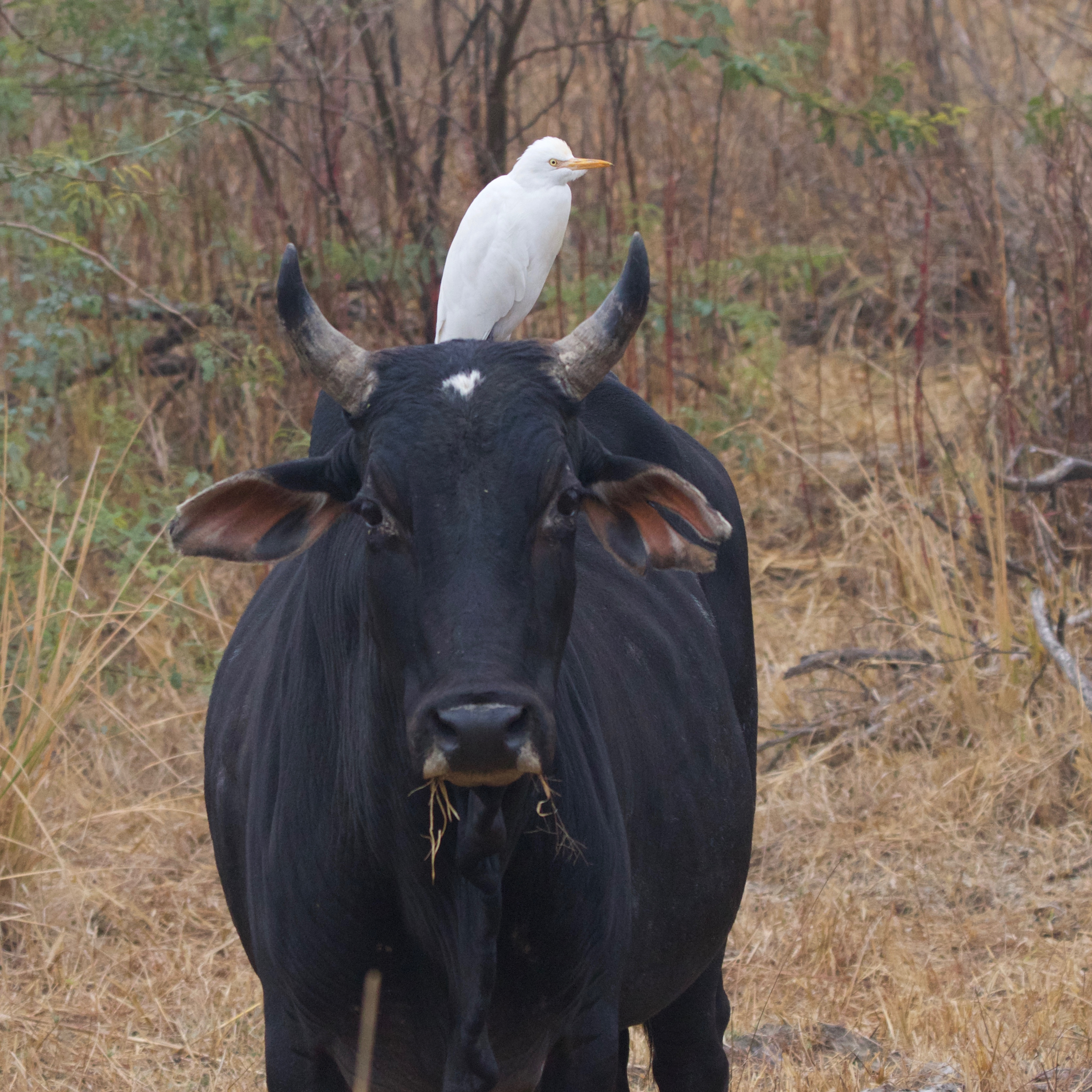
یک گاوچرانک در حال چریدن یک گاومیش، پارک ملی سلطانپور، ایالت هاریانا، هند

## گاوچرانک و انسان
کشاورزان با گاوچرانک‌ها میانهٔ خوبی ندارند؛ زیرا این پرندگان عادت دارند برای خوردن حشره‌ها و بی‌مهرگان، روی ساقه‌های گندم و برنج نیز بنشینند. این ساقه‌ها ممکن است در اثر وزن زیاد این پرندگان بشکنند و به محصولات کشاورزی آسیب برسد.